# Travassos
Travassos é uma povoação portuguesa sede da Freguesia de Travassos do Município de Póvoa de Lanhoso, freguesia com 3,59 km² de área e 605 habitantes (censo de 2021), tendo, por isso, uma densidade populacional de 168,5 hab./km².

## Demografia
A população registada nos censos foi:
| Distribuição da População por Grupos Etários | Distribuição da População por Grupos Etários | Distribuição da População por Grupos Etários | Distribuição da População por Grupos Etários | Distribuição da População por Grupos Etários |
| -------------------------------------------- | -------------------------------------------- | -------------------------------------------- | -------------------------------------------- | -------------------------------------------- |
| Ano                                          | 0-14 Anos                                    | 15-24 Anos                                   | 25-64 Anos                                   | > 65 Anos                                    |
| 2001                                         | 140                                          | 123                                          | 371                                          | 143                                          |
| 2011                                         | 85                                           | 89                                           | 376                                          | 146                                          |
| 2021                                         | 48                                           | 56                                           | 333                                          | 168                                          |

## Património
- Museu do Ouro

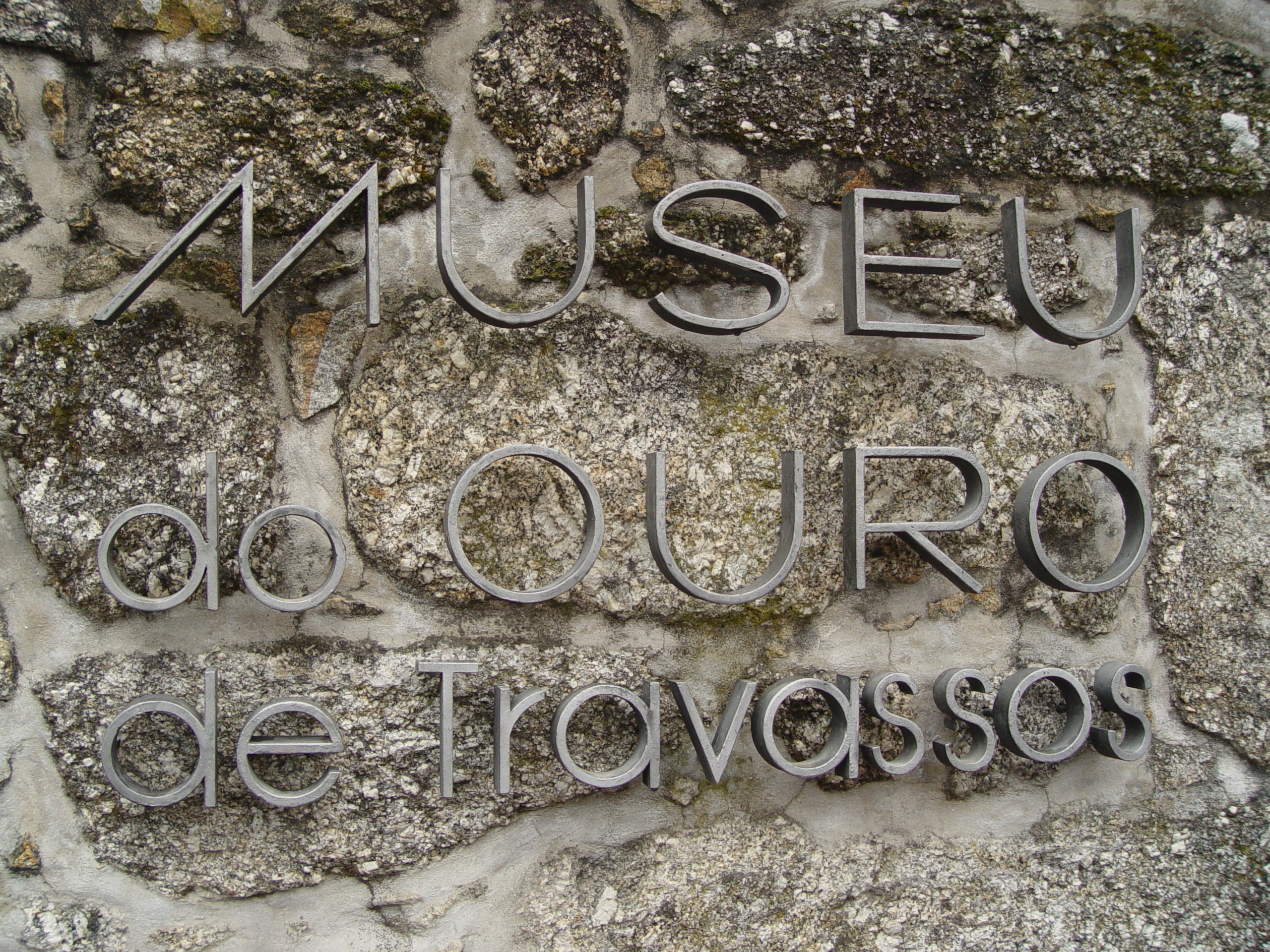
Museu do Ouro

- Casa de Alfena (solar do século XVIII) - Turismo de Habitação